# 凱爾文·弗萊徹
凱爾文·弗萊徹（英語：Kelvin Fletcher，1984年1月17日—）是英國的一名演員。自1996年開始，他就在長壽肥皂劇愛默戴爾農場中飾演Andy Sugden角色。他是家裡三人兄弟中的老大。

## 外部連結
- 凱爾文·弗萊徹在互联网电影资料库（IMDb）上的資料（英文）